# Phumosia overlaeti
Phumosia overlaeti är en tvåvingeart som beskrevs av Zumpt 1956. Phumosia overlaeti ingår i släktet Phumosia och familjen spyflugor.
Artens utbredningsområde är Kongo. Inga underarter finns listade i Catalogue of Life.